# Puchar Afryki
Puchar Afryki – oficjalny międzynarodowy turniej rugby union o zasięgu kontynentalnym, organizowany przez Rugby Africa od 2000 roku mający na celu wyłonienie najlepszej męskiej reprezentacji narodowej w Afryce. W imprezie mogą brać udział wyłącznie reprezentacje państw, których krajowe związki rugby są oficjalnymi członkami CAR.
Turniej służył również jako kontynentalna kwalifikacja do Pucharów Świata w 2003, 2007, 2011 i 2015.

## Wyniki
| Edycja    | Finał                                                       | Finał                                                       | Finał                                                       |
| Edycja    | Zwycięzca                                                   | Wynik                                                       | Finalista                                                   |
| --------- | ----------------------------------------------------------- | ----------------------------------------------------------- | ----------------------------------------------------------- |
| 2000      | Południowa Afryka U-23                                      | 44–14                                                       | Maroko                                                      |
| 2001      | Południowa Afryka U-23                                      | 36–20                                                       | Maroko                                                      |
| 2002      | Namibia                                                     | 26–19 17–24                                                 | Tunezja                                                     |
| 2003      | Maroko                                                      | 27–7                                                        | Namibia                                                     |
| 2004      | Namibia                                                     | 39–22                                                       | Maroko                                                      |
| 2005      | Maroko                                                      | 43–6                                                        | Madagaskar                                                  |
| 2006      | RPA amatorzy                                                | 29–27                                                       | Namibia                                                     |
| 2007      | Uganda                                                      | 42–11                                                       | Madagaskar                                                  |
| 2008–2009 | Namibia                                                     | 18–13 22–10                                                 | Tunezja                                                     |
| 2010      | turniej finałowy nie odbył się                              | turniej finałowy nie odbył się                              | turniej finałowy nie odbył się                              |
| 2011      | Kenia                                                       | 16–7                                                        | Tunezja                                                     |
| 2012      | Zimbabwe                                                    | 22–18                                                       | Uganda                                                      |
| 2013      | Kenia                                                       | 29–17                                                       | Zimbabwe                                                    |
| 2014      | Namibia                                                     | rozgrywki grupowe                                           | rozgrywki grupowe                                           |
| 2015      | Namibia                                                     | rozgrywki grupowe                                           | rozgrywki grupowe                                           |
| 2016      | Namibia                                                     | rozgrywki grupowe                                           | rozgrywki grupowe                                           |
| 2017      | Namibia                                                     | rozgrywki grupowe                                           | rozgrywki grupowe                                           |
| 2018      | Namibia                                                     | rozgrywki grupowe                                           | rozgrywki grupowe                                           |
| 2019      | odwołano z powodu utraty sponsora                           | odwołano z powodu utraty sponsora                           | odwołano z powodu utraty sponsora                           |
| 2019/2020 | przerwano po etapie kwalifikacji z powodu pandemii COVID-19 | przerwano po etapie kwalifikacji z powodu pandemii COVID-19 | przerwano po etapie kwalifikacji z powodu pandemii COVID-19 |
| 2021/2022 |                                                             |                                                             |                                                             |